# تیم فوتبال ایالت استرالیای غربی
تیم فوتبال ایالت استرالیای غربی نماینده ایالت استرالیای غربی کشور استرالیا است که زیر نظر فوتبال غرب از فدراسیون فوتبال استرالیا فعالیت می‌کند.